# Wilhelmsorden
Der kurhessische Wilhelmsorden wurde am 20. August 1851 durch Kurfürst Friedrich Wilhelm I. zum Andenken an seinen Großvater Wilhelm I. gestiftet.

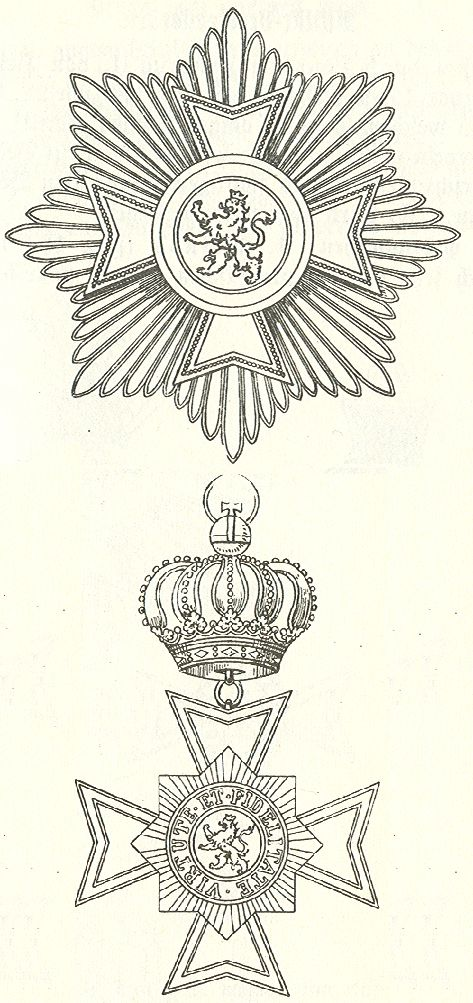
Großkreuz

Ordensband

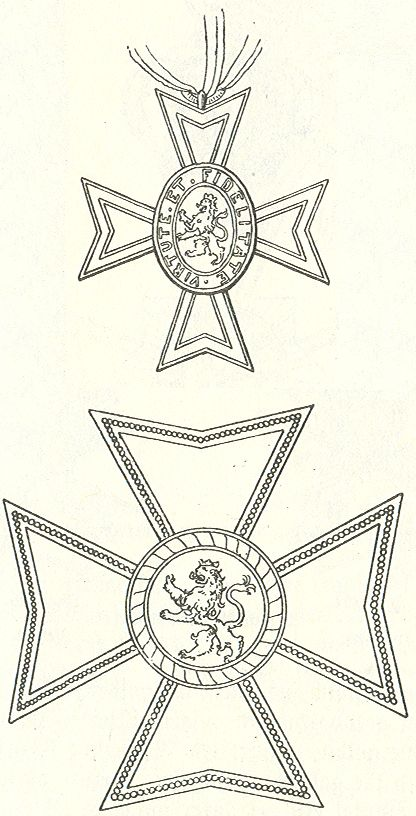
Kreuz IV. Klasse

## Geschichte
Die Stiftung erfolgt aus den drei unteren Klassen des 1818 erweiterten Hausordens vom Goldenen Löwen unter Hinzufügung eines Großkreuzes als höchste und eines Inhaberkreuzes als niedrigste Ordensklasse. Die Verleihung einer höheren Klasse setze den Besitz der darunterliegenden Klasse voraus. Mit Militärverdienste konnte der Orden auch mit Schwertern zur Verleihung kommen. Die Ordenszeichen waren nach dem Ableben eines Beliehenen rückgabepflichtig.
Nach der Annexion des Kurfürstentums durch Preußen 1866 verlieh Friedrich Wilhelm I. den Orden im Prager Exil bis zu seinem Tod 1875 weiter.

## Ordensklassen
- Großkreuz
- Kommandeur I. Klasse
- Kommandeur II. Klasse
- Ritter
- Inhaber der IV. Klasse

## Ordensdekoration
Das Ordenszeichen für Großkreuze und Kommandeure ist ein goldenes rotemailliertes achtspitzige Malteserkreuz mit weißer Einfassung, dass mit dem achtstrahligen Bruststern des Ordens vom Goldenen Löwen belegt ist, der mit einem runden Medaillon auf der Kreuzvorderseite belegt ist. Das blau emaillierte Medaillon zeigt in der Mitte einen goldenen Hessenlöwen. Ein rot emaillierter Reif, goldgefasst, umgibt das Medaillon. Der Reif zeigt die Ordensdevise Virtute et fidelitate (Tugend und Treue) in Gold.
Die Rückseite, auch blau emailliert, zeigt die goldenen verschlungenen Initialen des Stifters W K. Über den oberen Kreuzarm ist bei den Groß- und Kommandeurskreuzen eine durchbrochene goldene Königskrone und das runde Mittelschild ist von Strahlen eines kleinen achtspitzigen Stern eingeschlossenen.
Das Ritterkreuz ist etwas länger und das Medaillon gleicht dem Kleinod des Goldenen Löwenordens.
Das Inhaberkreuz IV. Klasse gleicht der Form nach dem Ritterkreuz, ist aber aus Silber gefertigt und lediglich im Medaillon emailliert.

## Ordensband und Trageweise
Das Ordensband war rot mit weißen Streifen auf beiden Bandseiten.
Großkreuze trugen den Orden an eine Schärpe über die rechte Schulter zur linken Hüftseite. Zusätzlich gehörte für diese auch ein silberner Bruststern dazu. Der Stern ist aus acht Strahlen mit einem silbernen goldberandetem Kreuz der großen Dekoration ähnlich und mit rundem Mittelschild innerhalb eines goldenen Reifes. Auf blau emaillierten Grund ist der hessische Löwe dargestellt.
Kommandeure trugen das Ordenszeichen um den Hals, die Kommandeure I. Klasse dazu noch das silberne Kreuz als Bruststern.
Ritter und Inhaber IV. Klasse trugen die Dekoration im Knopfloch oder an der linken Brust.